# Uczchoz (obwód wołgogradzki)
Uczchoz (ros. Учхоз) – osiedle w Rosji, w obwodzie wołgogradzkim, w rejonie uriupińskim. W 2010 liczyło 665 mieszkańców.